# 黃勁連
黃勁連（1947年3月20日—），本名黃進蓮，台灣作家。台南縣佳里鎮（今臺南市佳里區）潭仔墘儂。嘉義師專（現為嘉義大學）、文化大學中文系文藝組畢業。多年來致力於台語文學的創作與推展，是南台灣在台語文學運動的火車頭人物。

## 生平
黃勁連1946年在台南縣佳里鎮佳里興潭仔墘出世，1962年考上嘉義師範的音樂組。畢業後至鹽分地帶的將軍國小服務，1969年辭去教職考入文化大學的中文系。為了讀書、當兵曾流浪到嘉義、台南、台北、金門。1975年退伍後，與朋友在台北創辦「大漢出版社」，再次離鄉背井，流浪到台北，為了生活而奔走，為了出版的事業，曾有一度放棄文學。1979年毅然結束出版社業務，回到故鄉開作文班，在1981年佮朋友佇台北再創辦「漢聲語文中心」，有十年的時間在台北佮故鄉佳里之間來來去去，因此他的作品常常充滿濃濃的鄉愁。黃勁連有一個唱歌的弟弟—黃三郎，與歌星陳雷常在一起唱台語歌，黃勁連自從替他的小弟黃三郎寫了第一首台語歌詞「漂泊的心情」之後，可說是就此投入了台語歌詩的創作，真正開始徹底以台語思考，用阿母的語言來書寫台灣的文學。1991年離開「漢聲語文中心」，從此專心投入台文的寫作佮研究。

### 經歷
- 「主流詩社」、「笠詩社」、蕃薯詩社同仁、台灣筆會、台文推展會、台灣現代詩人協會會員。
- 曾任《台灣文藝》總編輯，台北市「漢聲語文中心」主任。
- 現任「海翁台語文學」總編輯、「蕃薯詩社」總編輯，「台南師院、嘉義大學」、「台南縣、市教育局」、「台南市傳統文教基金會」、「金安文教機構」台語師資講習會教授，「榮後文化基金會」秘書兼董事。

### 獲獎
五十九年度全國優秀青年詩人獎、第六屆南瀛文學獎、第九屆榮後台灣詩人獎、教育部母語研究著作優等獎。

## 文學創作觀
```
     黃勁連一開始雖然是以華文創作，但在嘉義師範就讀時，就已經有用台語創作的思考。後來雖然去文化大學念中文系，但心心念念的是為何台灣人不能用自己的語言來寫文學?因為那是一種悲哀與遺憾。
[
1
]

     黃勁連在詩集《偓促兮城市》的後記中曾自述「
……即五六冬，我放棄台北城有淡薄仔成就兮補習班事業，轉來生育我、養飼我兮故鄉佳里興潭仔墘；全心拍拚來做台語兮研究，台語歌詩、台語散文兮創作，以及台語文學理論兮思考佮創建……
」
[
2
]
。為了他終生兮事業，他忍受到許多不為人道的辛酸，但是他嘛笑笑矣--因為他認為他即世儂，上蓋重要兮是追隨前輩的跤步，用阿母的語言書寫，將正港兮台灣鄉土文學發揚光大。「嘴說父母話，手寫台灣文」是他創作的信念，他提出「文學兮台語，台語兮文學」的理念，希望能為台灣文學來正名。
```

## 作品特色
- 胡民祥說：「黃勁連是行動者，伊選定文學參與台灣民族解放運動」[3]黃勁連的詩充滿對父母、對家鄉潭仔墘的懷念，離開家鄉的歲月，他以詩來消解鄉愁；他的詩也滿懷對台灣這塊土地的關心，他的鄉愁是積極、奮鬥的；他對台灣的關注是多面向的，政治、環保、教育……，是充滿了光明的台灣意識的。
- 黃勁連的散文作品數量比不上詩作，但從中更能了解他的心路歷程。黃勁連散文最大的特色就是散發濃厚鄉土味，且有詩的況味與意境，他是音樂科班出身，所以創作也帶有優美的音樂性：誠久，無聽得雨聲；真久，無店佇窗仔邊聽雨水滴；目珠看雨落佇遠遠兮天邊；雨落佇近近兮眼前……雨落佇窗前兮岑墘，雨水一滴一滴、一滴一滴，唱著天然兮歌詩。[4]

## 國語創作
黃勁連1960年於北門初中就讀時就開始文學的創作，第一首詩作「蟬聲」在《南縣青年》發表，第一篇散文「風雨」則發表於宜蘭的《青年生活》雜誌。他的寫作可以分為國語時期與台語時期，起初以華文創作，自1985年後國語詩驟減，至1989年後幾乎不再寫國語詩。

### 詩集
- 《蓮花落》：1971年黃勁連出版第一本華文詩集《蓮花落》，詩的內容多為浪漫的少年情懷，充滿中國古典的意境。其中的〈三月〉入選文壇社出版的「台灣省作家作品選集」第十本的《詩選集》。
- 《蟑螂的哲學》：由浪漫情懷轉為關注現實，其中已有收錄數首台語詩。岩上歸納《蟑螂的哲學》有以下五種特色：（一）故鄉故土人情的懷思（二）對現代文明的抗斥（三）對政治社會環境的關切（四）人生哲學的感悟（五）有感而發。

### 散文集
- 《潭仔墘札記》，共有二十六篇，分成三輯。輯一收錄十五篇文章，寫作時間自求學至台北流浪，時空變化大，因此寫作的主題較不一致。輯二有九篇文章，有一個統一的主題--鄉情，是三輯中最重有且出色的部分。輯三收有二篇文章〈思啊，思想起〉和〈轉動不停的風車〉，均為研究「鹽分地帶文學」的重要史料。

### 文學評論集
- 《文學的沉思》，是黃勁連唯一出版的一本文學評論集，寫作時間自1971年至1981年。

## 台文創作

### 詩集
- 《雉雞若啼》：黃勁連第一本台語詩集，洪惟仁將它分成四類：（一）心悶故鄉、舊地兮儂佮事（二）流浪情懷（三）社會關懷（四）政治意識。
- 《偓促兮城市》：洪惟仁將其分為：（一）情懷詩(懷念故鄉)（二）懷人詩(懷念人物、思念母親)（三）政治詩(感慨、諷刺政治佮時事)（四）社會詩（五）環保詩（六）詠時詩（七）述懷詩(人生感懷)（八）哲理詩(感嘆世間兮詩)共八種五十二首。
- 《黃勁連台語文學選》臺南縣 :台南縣立文化中心,1995。
- 《黃勁連選集》臺南縣 : 南縣文化, 1998。
- 《蕃薯兮歌》臺南縣 : 南縣文化, 1998。

### 囝仔詩
- 《雷公歹聲嗽》臺南市 : 開朗雜誌 , 2004

### 散文集
- 《潭仔墘手記》，全書是以故鄉潭仔墘為背景，書寫他佇這裡生活的點滴。

### 編著
黃勁連花費了極大的心力來編著台語書，希望能將台語文學的資產能有所傳承。
- 《鹽的傳人：鹽分地帶散文選集》臺北市 : 水芙蓉，1982。
- 《南瀛文學選》臺南縣新營市 : 臺南縣立文化中心, 1991-1992。
- 《台譯千家詩》台北市 : 台笠, 1994。
- 《台譯唐詩三百首》台北市 : 台笠, 1995
- 《台灣國風》臺北縣: 台語文摘, 1995。
- 《增廣昔時賢文》臺北市 : 吳氏總經銷, 1996。
- 《台灣囡仔歌一百首》台北縣 : 台語文摘, 1996。
- 《台灣褒歌》台南縣 : 南縣文化, 1997。
- 《台灣囡仔歌》台南市 : 真平, 1998。
- 《弟子規》台南市 : 真平, 2001。
- 《三字經》台南市 : 真平, 2001。
- 《台語古詩吟唱》台南市 : 真平, 2001。

## 資料來源
1. ↑  李勤岸等藉（2006年）：《台灣文學正名》，第221頁，台南：開朗雜誌。
2. ↑  黃勁連（1993年）：《偓促兮城市》，第176頁，台北：台笠出版社。
3. ↑  黃勁連（1993年）：《偓促兮城市》，第198頁（附錄三：台語母奶沃出來兮詩篇），台北：台笠出版社。
4. ↑  黃勁連（1996年）：《潭仔墘手記》，第57頁，台北：台江出版社。

- 台灣作家作品目錄資料庫——黃勁連 （页面存档备份，存于）